# 陳雲紅
陳雲紅（1960年6月19日-），台灣合唱音樂中心（TCMC）執行長、合唱藝術總監及創辦人之一，曾就讀國立新竹女子高級中學、奧地利國立維也納音樂院指揮系、美國西敏合唱音樂院音樂教育碩士。
陳雲紅帶領及擔任台北世紀合唱團指揮時，使該團獲得1997年義大利「國際合唱比賽C.A.Seghizzi」大賽總冠軍，個人同時獲得「最佳布拉姆斯音樂詮釋」及「最佳指揮」獎、2002年愛沙尼亞「巴倫國際合唱音樂節」無伴奏民謠組比賽冠軍；擔任台北室內合唱團指揮時，使該團獲得2005年德國「布拉姆斯國際合唱大賽」金牌冠軍，個人獲得「最佳指揮」獎、2006年匈牙利「巴爾托克國際合唱大賽」總冠軍，個人獲得「最佳指揮」獎。2007年開始，數度受邀國際合唱大賽擔任評審及工作坊講師，同年2007年榮入德國國際合唱名人錄「Who is Who in Choral Music, 2007」。
陳雲紅為推動台灣合唱音樂教育普及，2000年與朋友創立「台灣合唱音樂中心」（TCMC），舉辦各類合唱音樂教育課程及活動，以多元培育合唱音樂人才。並定期辦理「合唱無設限—現代作品」音樂會，帶領及指揮台北室內合唱團演唱其親自委託當代華人作曲家創作的現代合唱作品，2010年錄製「當代狂潮」當代合唱作品CD獲第21屆金曲獎傳統藝術類別最佳演唱獎、2015年錄製「寂靜之聲」合唱CD獲第26屆金曲獎傳統藝術類別最佳製作人與最佳指揮詮釋獎。
陳雲紅的合唱推廣策略多元。以成立組織舉辦活動的方式建立交流網絡，讓台灣的合唱音樂發展和國際接軌；並且培養指揮人才、兒童合唱能力。在教學上，她會依據團隊成員的特性和能力，安排適當的進度。對於音準、節奏和情感表達等合唱技術，她會利用運動伸展、不同的說明方式等等教學策略來解決。陳雲紅將合唱的核心精神定位在「傾聽他人」，很重視聲響學，要求各部之間音量的和諧，為此除了會調整各聲部的站位以外，也會要求指揮要熟悉各部的聲量，並以手勢和表情等方式加以協調。